# La bicicleta
«La Bicicleta» es una canción interpretada por los cantautores colombianos Carlos Vives y Shakira, primer sencillo del decimotercer álbum de estudio de Carlos Vives Vives. La canción fue compuesta por ambos cantantes y producida por Andrés Castro. También existe otra versión remix con el también reguetonero colombiano Maluma. La canción fue incluida también como una pista del noveno álbum de estudio de Shakira, El Dorado. Fue Sponsor de Moto G en 2016.

## Video musical
El videoclip fue grabado el 19 de mayo de 2016 en Barranquilla,  Santa Marta (ciudades natales de Shakira y de Vives, respectivamente) y la isla de Salamanca, ubicada entre los departamentos del Atlántico y el Magdalena en el Caribe colombiano. Muestra los palafitos de la Ciénaga Grande de Santa Marta, la visita de Shakira al colegio La Enseñanza de Barranquilla, donde terminó su bachillerato, la cancha de fútbol del barrio Pescaíto de Santa Marta y aspectos de la cultura caribeña de Colombia. El 8 de julio de 2016, fue lanzado a la plataforma YouTube. El video fue dirigido por el director y fotógrafo español Jaume de Laiguana.
El concepto fue seguir la letra de la canción y que Vives llevara a Shakira a los sitios más importantes donde crecieron. El dúo también quiso mostrar la cultura caribeña de Colombia con "sitios inolvidables", playas y canchas de fútbol. Varias imágenes fueron subidas por ambos artistas a sus respectivas cuentas de Instagram antes de la publicación del clip. Antes de su publicación, Vives y Shakira compartieron numerosas imágenes en las que salían manejando bicicletas rodeados de seguidores. En una entrevista con Associated Press, Vives describió el rodaje como divertido y emocional para los cantantes ya que se sintieron como "niños otra vez". 

## Antecedentes

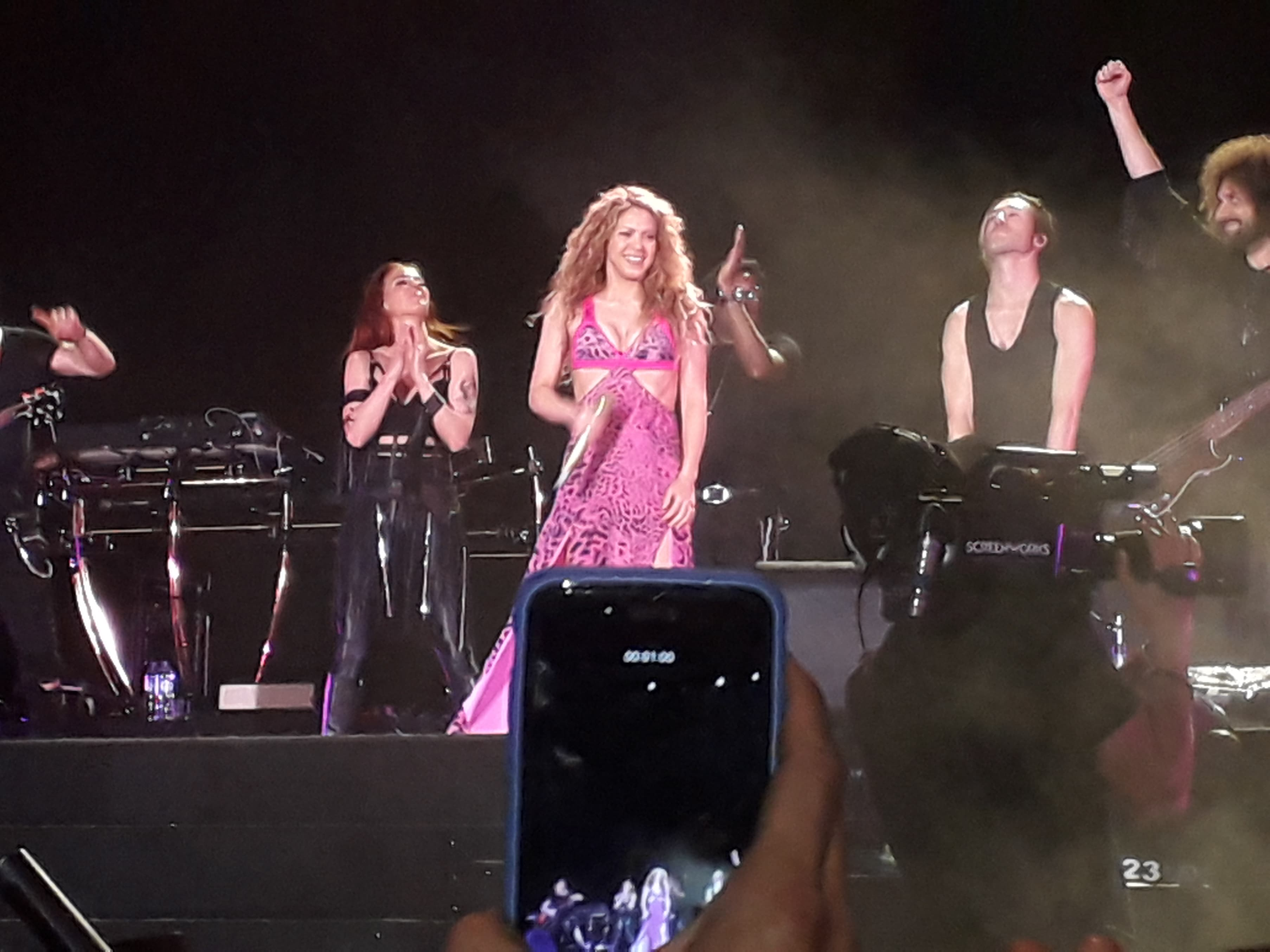
Shakira interpretando "La bicicleta" durante su gira El Dorado World Tour en 2018.

Antes de colaborar en «La Bicicleta», Carlos Vives quería colaborar musicalmente con Shakira desde hacía largo tiempo. La canción surgió después de que Vives presentara material para su próximo álbum Vives a su sello discográfico Sony Music Latin, que estaba interesado en asociarlo con Shakira en una canción. También envió su trabajo a Shakira, incluida la canción que en ese momento se titulaba «Vallenato Desesperado». Fue entonces cuando Shakira tuvo la primera oportunidad de escuchar la canción; al instante le gustó y aceptó la oferta de colaborar con Vives. Shakira agregó varias líneas a la canción, que fue producida por Andrés Castro, antiguo colaborador de Vives. Ella propuso que se llamara "La Bicicleta" debido a las numerosas veces que la palabra fue mencionada.

## Premios
| Premios | Premios                                                                           | Premios   | Premios |
| Año     | Categoría                                                                         | Resultado |         |
| ------- | --------------------------------------------------------------------------------- | --------- | ------- |
| 2016    | Premio Grammy Latino por grabación del año                                        | Ganador   |         |
| 2016    | Premio Grammy Latino por Canción del Año                                          | Ganador   |         |
| 2016    | Premio Especial Golden Aniversario-Los 40 Global Show a la Canción 2016           | Ganador   |         |
| 2016    | Premios Billboard a la Mejor Canción Latina                                       | Nominado  |         |
| 2017    | Premio Lo Nuestro a la Música Latina por Single del año                           | Ganador   |         |
| 2017    | Premio Lo Nuestro a la Música Latina por grabación del año                        | Ganador   |         |
| 2017    | Premio Lo Nuestro a la Música Latina por el Video del año                         | Ganador   |         |
| 2017    | Premios Billboard de la Música Latina-Hot Latin Song - Colaboración Vocal del año | Nominado  |         |
| 2017    | Premios Billboard de la Música Latina-Latin Pop Song del Año                      | Nominado  |         |
| 2017    | Premios Billboard de la Música Latina-Canción del Año, Airplay                    | Nominado  |         |

## Presentaciones en vivo
- La canción fue interpretada en solitario por Carlos Vives en la 16.° entrega de los Premios Grammy Latino el 17 de noviembre de 2016, en donde hace reconocimiento al ciclismo colombiano.

## Otras versiones
Beto Pérez, bailarín de Zumba, inventó un entrenamiento con una coreografía de baile para la canción, reuniendo a más de 4.000 personas en Argentina; Sus videos del evento fueron subidos en el canal oficial de YouTube de Shakira. El reguetonero colombiano Maluma publicó un fragmento de una versión remezclada de "La Bicicleta" con su voz en su cuenta de Instagram el 21 de julio de 2016, en la cual también se incluyeron los nombre de los cantantes.

## Listas
El sencillo logró entrar en la lista Billboard Hot 100 con el puesto número 95, siendo esta la primera vez que Carlos Vives entra en dicha lista. Ha sido número uno en varias listas del Latin Billboard incluyendo Latin Pop Songs, Latin Rhythm Airplay, Tropical Songs. Y número dos en  Hot Latin Songs.
Es la canción en español que ha liderado las listas de más países en lo que va del 2016 con 26 naciones. Por otro lado La bicicleta es cuádruple disco de platino certificado en España, y oro en Italia. También puede ser considerada la canción en español más vendida del 2016 por su 5.000.000 copias vendidas, contando las descargas en streamming.
| Lista (2016)                                | Mejor posición |
| ------------------------------------------- | -------------- |
| Argentina (Monitor Latino)                  | 1              |
| Bélgica (Valonia) (Ultratip Bubbling Under) | 29             |
| Chile (Monitor Latino)                      | 1              |
| Colombia (National-Report)                  | 1              |
| Ecuador (Monitor Latino)                    | 1              |
| Francia (SNEP)                              | 30             |
| Guatemala (Monitor Latino)                  | 1              |
| Italia (FIMI)                               | 75             |
| México (Monitor Latino)                     | 1              |
| Rumania (Airplay 100)                       | 3              |
| España (Top 100 Canciones)                  | 1              |
| Suiza (Schweizer Hitparade)                 | 1              |
| Estados Unidos (Billboard Hot 100)          | 95             |
| Estados Unidos (Hot Latin Songs)            | 2              |
| Estados Unidos (Latin Pop Airplay)          | 1              |
| Estados Unidos (Tropical Airplay)           | 1              |
| Uruguay (Monitor Latino)                    | 1              |
| Venezuela (Monitor Latino)                  | 1              |

## Certificaciones
| País           | Organismo certificador | Certificación | Ventas Certificadas | ref    |
| -------------- | ---------------------- | ------------- | ------------------- | ------ |
| Canadá         | CRIA                   | Oro           | 40 000              | [ 28 ] |
| Francia        | SNEP                   | Oro           | 75 000              | [ 29 ] |
| México         | AMPROFON               | 3x Diamante   | 900 000             | [ 30 ] |
| Italia         | FIMI                   | Platino       | 50 000              | [ 31 ] |
| Portugal       | AFP                    | Platino       | 10 000              | [ 32 ] |
| España         | PROMUSICAE             | 8x Platino    | 320 000             | [ 33 ] |
| Estados Unidos | RIAA                   | 27x Platino   | 1 620 000           | [ 34 ] |